# Ampharetides vanhoeffeni
Ampharetides vanhoeffeni är en ringmaskart som beskrevs av Ehlers 1913. Ampharetides vanhoeffeni ingår i släktet Ampharetides och familjen Trichobranchidae. Inga underarter finns listade i Catalogue of Life.